# داوید گوتیرس گوتیرس
داوید گوتیرس گوتیرس (اسپانیایی: David Gutiérrez Gutiérrez‎؛ زادهٔ ۲ آوریل ۱۹۸۲ ‏(۴۲ سال)) دوچرخه‌سوار اهل اسپانیا است. وی عضو تیم‌هایی همچون سونیر دوال-پرودیر بوده است.